# The Next Decade
A The Next Decade Gackt japán énekes kislemeze, mely 2009. augusztus 11-én jelent meg az Avex Entertainment kiadónál. A Kamen Rider Decade: All Riders vs. Dai-Shocker című film betétdala volt; a filmben Gackt a főszereplő Ridermant alakította.

## Számlista
| #  | Cím                            | Hossz |
| -- | ------------------------------ | ----- |
| 1. | The Next Decade                | 5:03  |
| 2. | T.N.D.Orchestra Attack Ride    | 3:38  |
| 3. | The Next Decade (Instrumental) | 5:03  |

## Slágerlista-helyezések
Oricon
| Dátum               | Slágerlista | Típus              | Legmagasabb helyezés | Eladás |
| ------------------- | ----------- | ------------------ | -------------------- | ------ |
| 2009. augusztus 11. | Oricon      | napi kislemezlista | 3                    | 13 534 |
| 2009. augusztus 11. | Oricon      | heti kislemezlista | 4                    | 37 033 |
| 2009. augusztus 11. | Oricon      | havi kislemezlista | 12                   | 51 041 |
| 2009. augusztus 11. | Oricon      | éves kislemezlista | 103                  | 56 335 |

Billboard Japan
| Slágerlista (2009)      | Legmagasabb helyezés |
| ----------------------- | -------------------- |
| Billboard Japan Hot 100 | 11                   |